# La prueba del tiempo
La prueba del tiempo (título original en alemán: Wunschkonzert, significado literal: Concierto por petición) es un largometraje de Eduard von Borsody estrenado en 1940. Se trata de una película de propaganda nazi.

## Sinopsis
En los Juegos Olímpicos del verano de 1936, la joven Inge Wagner y el oficial de aviación Herbert Koch se conocen. Durante algunos días, comparten un romance y hacen planes de futuro juntos. Sin embargo, antes de poder casarse,  la Legión Condor convoca a Herbert para ir a España y participar en una misión secreta en la que les prohíben cualquier comunicación con el exterior. Como consecuencia, se ve obligado a abandonar a Inge sin darle ninguna explicación. Meses después finaliza su misión y, mientras se recupera de una herida grave, escribe a Inge. Por desgracia, ella se ha mudado y esa carta queda sin respuesta. Herbert, con el corazón roto, decide dejar de buscarla. Aun así, Inge no lo ha olvidado y cada día espera noticias suyas.   
Tres años después, en 1939, estalla la guerra con la invasión de Polonia, y los hombres de la zona en la que vive Inge son convocados a filas. Entre ellos se encuentra Helmut Winkler, un amigo de su infancia que le había propuesto matrimonio. Y, aunque ella lo había rechazado, esperaba pacientemente que cambiase de opinión. Una vez en el frente, Helmut es asignado al escuadrón de Herbert donde ambos se hacen amigos, pero desconocen que aman a la misma mujer.  
Desde el comienzo de la guerra, cada semana tiene lugar en Berlín un gran evento musical, el “Concierto benéfico a favor de la Wehrmacht", cuyo objetivo es recaudar fondos para las fuerzas armadas alemanas. Para que todo el mundo pueda acceder a él se retransmite por radio y, durante el intermedio, se emiten mensajes personales entre los soldados y sus familias. Un día Herbert, impulsado por el recuerdo de los tiempos felices con Inge, pide a la orquesta que toque las fanfarrias de los Juegos Olímpicos. Pero lo que no sabe es que Inge está escuchando el concierto desde su casa como el resto de los alemanes. Esto le da la una pista del paradero de su amado y la empuja a mandarle una carta con la esperanza de reencontrarse con él. Después de tanto tiempo, al fin consiguen ponerse en contacto y deciden verse en la ciudad alemana de Hamburgo.  
Desafortunadamente, justo antes de que los amantes puedan reencontrarse, envían a Herbert y Helmut a una misión de reconocimiento del Atlántico y su avión es abatido mientras sobrevuelan el océano. Sin embargo, un submarino los rescata y logran sobrevivir. Por su parte, Inge espera a Herbert en vano.  
Cuando trasladan a Helmut a un hospital, los tres se reencuentran allí y se desencadena un malentendido: Herbert cree que Helmut e Inge están prometidos. Tras haber resuelto esta confusión los dos jóvenes que se conocieron en los Juegos Olímpicos deciden apostar por una vida juntos.  

## Ficha técnica
- Título: La prueba del tiempo
- Título original: Wunschkonzert
- Dirección: Eduard von Borsody
- Guion: Felix Lützkendorf, Eduard von Borsody
- Música: Werner Bochmann
- Dirección artística: Heinrich Beisenherz, Alfred Bütow
- Vestuario: Gertrud Steckler
- Imagen: Franz Weihmayr, Günther Anders, Carl Drews
- Sonido: Walter Rühland
- Montaje: Elisabeth Kleinert-Neumann
- Producción: Günther Andreae, Fritz Andreas Brodersen, Willi Rother
- Compañías de producción: Cine-Allianz Tonfilm y Universum Film AG

- Empresa de distribución: Universum Film AG (Alemania), L'Alliance Cinématographique Européenne (A.C.E.) (Francia)

- País de Origen:  Alemania
- Idioma: alemán
- Formato: Blanco y negro - 1,37:1 - Mono - 35 mm
- Género: Propaganda nazi
- Duración: 101 minutos
- Fechas de estreno:

  Alemania: 30 de diciembre 1940 
  Francia: 16 de diciembre 1941 

## Reparto
- Ilse Werner como Inge Wagner
- Carl Raddatz como Herbert Koch
- Joachim Brennecke como Helmut Winkler
- Heinz Goedecke como él mismo, el presentador de radio
- Ida Wüst como Sra. Eichhorn, la tía de Inge
- Hedwig Bleibtreu como Sra. Wagner, la abuela de Inge
- Hans Hermann Schaufuß como Hammer, el panadero
- Hans Adalbert Schlettow como Kramer, el carnicero
- Malte Jäger como Friedrich, el profesor
- Walter Ladengast como Schwarzkopf, estudiante de música
- Aribert Mog como Lieutnant von Zülkow
- Ewald Wenck como el inspector
- Vera Comployer como Sra. Hammer

## Contexto histórico
Esta película se contextualiza en la Alemania nazi, el marco histórico alemán entre 1933 y 1935 en el que el canciller Adolf Hitler estuvo al frente del país, un dirigente dictatorial con ideologías racistas y ultranacionalistas. En ese periodo de tiempo Alemania tuvo que hacer frente a la Primera Guerra Mundial (1914-1918) y, posteriormente, a la Segunda Guerra Mundial (1939-1945), en la que finalmente se puso fin al régimen nazi alemán. Además, se realizaron numerosas misiones secretas como la Legión Cóndor o la misión de reconocimiento del Atlántico.
El régimen nazi contó con un programa de propaganda esencial para influir en la opinión pública del país con el fin de ensalzar la figura de Hitler. Esto se llevó a cabo a través de un control total de la expresión artística, que se convirtió en propaganda nazi, y eventos como los Juegos Olímpicos del Verano de 1936 y programas de radio como el Wunschkonzert für die Wehrmacht (de), a los que se hace referencia en la película. 

### Legión Cóndor
Fue una fuerza de intervención, mayoritariamente aérea, que envió el ejército nazi en una misión secreta a España como ayuda al bando sublevado en la Guerra Civil. Destacó por su intervención en la Ofensiva del Norte de la que formaron parte bombardeos como el de Guernica. Sin embargo, Hitler no solo envió sus tropas para ayudar a expandir el fascismo por Europa, sino que utilizó el conflicto español para poner a prueba sus armas de combate, pues así podría ponerlas a punto para la ofensiva mundial que estaba preparando.  
En el ámbito internacional el bombardeo de Guernica constituyó un punto de inflexión, pues por primera vez se dirigía un ataque contra población civil con el único objetivo de sembrar el terror, lo que rompía con lo acordado en la Convención de La Haya. La prensa mundial pronto denunciaría la masacre y la consideraría como un crimen de guerra. Además, artistas de la época se encargaron de dejar constancia de ello a través de su obra, el Guernica de Picasso es un ejemplo de ello.  

### La guerra en el Atlántico
Durante la Segunda Guerra Mundial los conflictos navales tomaron un nuevo rumbo debido a la aparición del submarino, lo que marcó un punto de inflexión en las tácticas empleadas en combate. En el año 1939 la Royal Navy británica se consideraba la más poderosa del mundo, lo que dejaba a los alemanes en una clara inferioridad. Por ello, la ofensiva nazi no se centró en luchar contra los grandes buques del bando aliado, sino que se dedicó a hundir los barcos mercantes que se encargaban de abastecer las islas británicas. 

### Juegos Olímpicos de 1936
Los Juegos Olímpicos del Berlín 1936 ocurrieron bajo el régimen nazi. Adolf Hitler aún no había sido nombrado Canciller de Alemania cuando se eligió Berlín como sede del evento deportivo en 1931. Sin embargo, en 1936 el país estaba ya bajo su poder y utilizó los Juegos Olímpicos para ensalzar y magnificar el nazismo.
Durante la estancia deportiva se vieron grandes ovaciones de la multitud al canciller. Estas imágenes fueron filmadas por la fotógrafa alemana Leni Riefenstahl y se utilizaron posteriormente en la película. 

### Wunschkoncert
El Wunschkoncert (“concierto por petición” en español) fue uno de los programas de propaganda más relevantes del régimen.Este proyecto era un programa de radio que se emitía todos los domingos al mediodía en el que la audiencia solicitaba una canción para que la tocara una orquesta. Su popularidad fue sobre todo por las peticiones que hacían los hombres desde el frente, lo que lo convirtió en un acto caritativo hacia la Wehrmacht, las fuerzas armadas alemanas.
Con el fin de que la sociedad alemana contribuyese en el programa, el ministro de propaganda encargó esta película para que tuviera aún más éxito. 

## Una película de propaganda
Después de la guerra, el funcionario del ministerio de cultura, Fritz Hippler, presentó esta película no solo como una película encargada por el estado, sino también como una voluntad de Joseph Goebbels. Goebbels intervino en la descripción de escenario y la escritura de los diálogos, además de encargarse de la audición de cantantes y músicos.
Antes de la guerra, el realizador, Eduard von Borsody, ya había aceptado trabajar bajo las órdenes del régimen nazi en otras películas como Morgenrot (1933), Flüchtlinge (1933) y Die Grüne Hölle (1938).
El rodaje empezó el 16 de julio de 1940. El 21 de diciembre de ese mismo año la película fue presentada ante la Filmprüfstelle, que clasificó la película como solo apta para mayores de edad. Finalmente, se estrenó el 30 de diciembre en Berlín. En 1943 volvió a tomar fuerza y el primer título, Das Wunschkonzert, pasó a ser Wunschkonzert con el fin de modernizarlo.
Después de El Gran Amor con Zarah Leander, Wunschkonzert fue el éxito comercial más grande de la época nazi. Al final de la Segunda Guerra Mundial, 26 millones de espectadores ya habían visto la película y se habían recaudado 7,6 millones de reichsmarks.
Al igual que Stukas de Karl Ritter, una película similar, Wunschkonzert fue prohibida por los americanos después de la guerra. En las escenas de guerra se recogen imágenes reales sacadas de las noticias. Además, también se encuentra propaganda nazi en las escenas de ficción como el canto alegre e inocente de los hombres en el frente, como si de una aventura interesante se tratara. La historia de amor fue intrascendente, especialmente debido a la actuación poco convincente de los dos protagonistas masculinos. Por otro lado, la película también buscaba fortalecer la moral en el hogar, especialmente de las mujeres. Debido a su interpretación de la protagonista, a Ilse Werner se le prohibió temporalmente ejercer de actriz en 1945, aunque admitiese posteriormente su arrepentimiento por haber aceptado ese papel. 
La película se reestrenó en 1980 en una versión acortada de dos minutos (99 Min.) y permaneció restringida para menores de edad. En 1997 hubo una reedición y volvió a estrenarse en su totalidad (101 Min.).